# Kanton Albens
Kanton Albens (francouzsky Canton d'Albens) je francouzský kanton v departementu Savojsko v regionu Rhône-Alpes. Tvoří ho osm obcí.

## Obce kantonu
- Albens
- La Biolle
- Cessens
- Épersy
- Mognard
- Saint-Germain-la-Chambotte
- Saint-Girod
- Saint-Ours